# Лыжно-биатлонный комплекс Республики Мордовия
Лы́жно-биатло́нный ко́мплекс Респу́блики Мордо́вия — спортивное сооружение, расположенное в Юго-западном лесном массиве города Саранска, столицы Республики Мордовия. Открытие комплекса состоялось 17 июля 2007 года.
Протяжённость лыжной трассы комплекса составляет 2,6 км с перепадом высот до 85 метров, для проведения соревнований в вечернее и ночное время предусмотрено освещение трассы. Комплекс оборудован 30 электронными стрелковыми установками производства финской фирмы «Kurvinen», хронометраж также ведётся на современном оборудовании итальянской фирмы «SIWIDATA». Рядом со стрельбищем установлено восьмистрочное электронное табло.
С 2013 года по настоящее время (январь 2015) происходит реконструкция комплекса. Увеличена до 6 метров (почти на всем протяжении) асфальтированная ширина лыжероллерной трассы, на последней оборудованы дополнительные асфальтированные петли, увеличившие совокупную длину трассы почти до 4 км. Построены два новых здания, включающие в себя, в том числе, сервис-комнаты для подготовки лыж, гостиницу, столовую.
Две трибуны для зрителей рассчитаны на 500 и 700 мест. В административном здании есть комфортабельные номера для спортсменов, тренажёрный зал, пресс-центр, комментаторская кабина, буфет. Имеются помещения для подготовки лыж и хранения оружия.
В лыжно-биатлонном комплексе Республики Мордовия уже несколько раз проходили соревнования всероссийского масштаба: так, сразу после открытия в нём прошли состязания участников чемпионата России по летнему биатлону, в 2008 году — финал первой зимней Спартакиады молодёжи России.
В свободное от проведения соревнований время комплекс предоставляет свои трассы всем желающим: зимой здесь функционирует пункт проката снегоходов и лыж, а летом — лыжероллеров, роликовых коньков, велосипедов и другого спортивного инвентаря. Недавно при комплексе открыт также тир для стрельбы из луков и арбалетов.